# ميركو داميانوفيتش
ميركو داميانوفيتش (بالصربية: Мирко Дамјановић)‏ هو مدرب كرة قدم ولاعب كرة قدم صربي، ولد في 1937 في بوغوينو في البوسنة والهرسك، وتوفي في 25 ديسمبر 2010 في بلغراد في صربيا.